# Банг Йонг Гук
Банг Йонг-гук (на корейски: 방용국; роден на 31 март 1990 г.) е южнокорейски рапър, текстописец и музикален продуцент.
Той е лидер на шестчленната кей поп музикална момчешка група B.A.P, сформирана от компанията TS Entertainment, от 2012 г. до напускането му през август 2018 г.
Прави музикалния си дебют през 2008 г. като член на хип-хоп групата Soul Connection, използвайки псевдонима „Джеп Блекмен“. През март 2011 г. си сътрудничи с певицата Сонг Джи-ун, записвайки сингъла „Going Crazy“, който става хит в Южна Корея. През юли 2011 г. издава първия си индивидуален дигитален сингъл „I Remember“, в който участва и Йособ от групата BEAST (Highlight). През ноември Йонг-гук и Зело сформират дует, наречен „Bang & Zelo“, който дебютира с песента „Never Give Up“. Първият сингъл на групата B.A.P излиза през януари 2012 г.

## Биография
Банг е роден на 31 март 1990 г. в Инчон, Южна Корея. Йонг-гук е най-младия член на семейството си. Има брат близнак, Йонгнам, също музикант, както и по-голяма сестра, Наташа.
Като дете се мести на островите Иджак в Инчон със семейството си и се задържа там за кратко преди да се завърне в града. Получава началното си образование в училище „Ге Уунг“, след което завършва гимназия „Юхан“. Предложена му е стипендия за записване в колеж, но Банг не го посещава.

## Дискография

### Дигитални сингли
| 2008                                                                              | „Cherry Flower“ (със Soul Connection) | —  |
| 2011                                                                              | „I Remember“ (с Янг Йособ)            | 22 |
| 2011                                                                              | „Never Give Up“ (с Bang & Zelo)       | 65 |
| 2019                                                                              | „Hikikomori“                          |    |
| „—“ обозначава сингли, които не са се класирали или не са достъпни в този регион. |                                       |    |

### Като гост музикант
| 2011                                                                              | „Going Crazy“ (със Сонг Джи-ун) | 1 | дигитален сингъл |
| „—“ обозначава сингли, които не са се класирали или не са достъпни в този регион. |                                 |   |                  |

### Музикални видиеоклипове
| Година | Видеоклип       | Продължителност |
| ------ | --------------- | --------------- |
| 2011   | „Going Crazy“   | 4:23            |
| 2011   | „I Remember“    | 4:23            |
| 2011   | „Never Give Up“ | 4:27            |
| 2012   | „For A Year“    | 5:02            |
| 2015   | „AM 4:44“       | 4:30            |
| 2017   | „Yamazaki“      | 4:01            |
| 2018   | „Portrait“      | 3:36            |
| 2018   | „Drunkenness“   | 4:30            |

## Филмография

### Филми
| Година | Заглавие | Роля | Описание                           |
| ------ | -------- | ---- | ---------------------------------- |
| 2011   | Mr. Idol | Гост | С участието на Ким Химчан от B.A.P |

## Награди и номинации
| Година | Награда          | Категория                                  | Резултат         |
| ------ | ---------------- | ------------------------------------------ | ---------------- |
| 2014   | Shorty Awards    | Най-добър музикант според социалните мрежи | Номиниран        |
| 2015   | KMC Radio Awards | Кей поп музикант (идол) на годината        | Шаблон:Спечелена |
| 2015   | Shorty Awards    | Най-добър музикант според социалните мрежи | Номиниран        |